# 羊泉汤帝庙
羊泉汤帝庙，位于山西省晋城市阳城县芹池镇羊泉村村北。

## 保护
2013年1月，羊泉大庙公布为第三批晋城市文物保护单位，编号3-225。2021年8月4日，羊泉汤帝庙公布为第六批山西省文物保护单位，古建筑类，编号6-217。